# 1962年の政治
1962年の政治（1962ねんのせいじ）では、1962年（昭和37年）の政治分野に関する出来事について記述する。

## できごと

### 1月
- 1月11日 - 中国共産党｢七千人大会｣が開会、毛沢東党主席が大躍進政策の失敗を認め自己批判する。

### 2月
- 2月8日 - 米軍事援助軍司令部発足。
- 2月 - 西インド諸島連邦解体。
- 2月 - ソ連・チェコ間パイプライン完成。

### 3月
- 3月2日 - ビルマ革命評議会議長にネ・ウィン。
- 3月18日 - エヴィアン協定締結。翌日をもってアルジェリア戦争停戦。
- 3月21日 - 教科書無償給与法制定。
- 3月 - ジュネーブ軍縮会議。

### 6月
- 6月20日 - 中教審、「大学の管理運営」に関する答申案作成。

### 7月
- 7月5日 - フランスからアルジェリアが独立。
- 7月11日 - 創価学会を母体とした参議院の院内交渉団体公明会（公明党の前身）が結成される。
- 7月 - 全面軍縮に関するモスクワ世界大会。

### 8月
- 8月4日 - 第41臨時国会召集（9月2日閉会）。
- 8月 - ジャマイカ、トリニダード・トバゴの独立。

### 9月
- 9月 - ボンでアデナウアーとド・ゴール共同声明。

### 10月

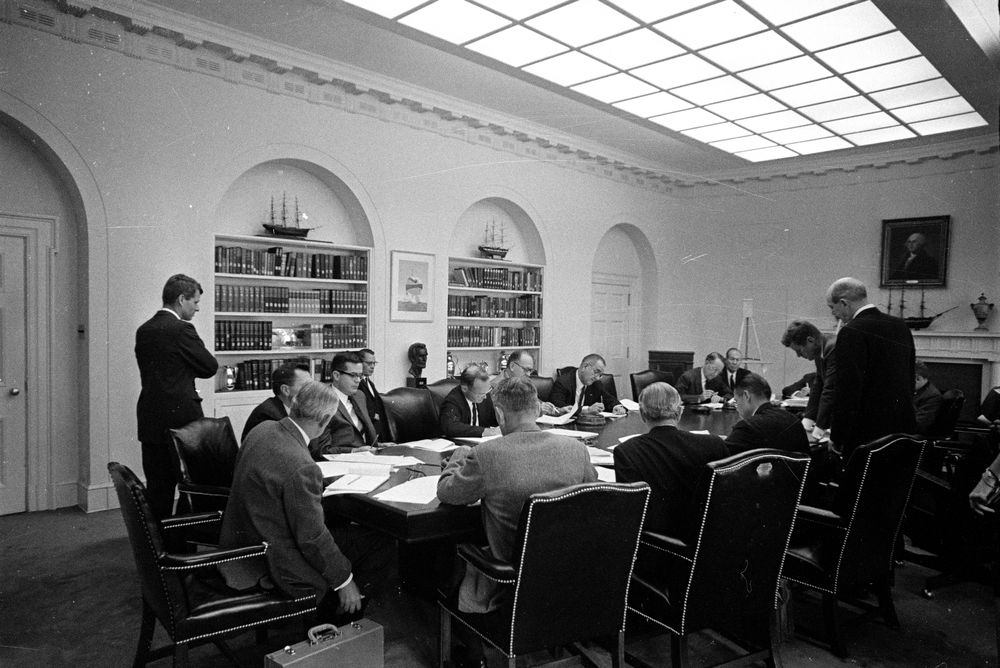
ケネディはキューバ海上封鎖を決断（画像はキューバ危機の際のアメリカの閣議の様子、左端に立っているのがケネディ）

- 10月20日 - 中印国境紛争、中国人民解放軍の攻撃によって激化。
- 10月22日 - 米ケネディ大統領、キューバ海上封鎖を表明（キューバ危機）。
- 10月25日 - 池田勇人首相、太田薫・日本労働組合総評議会（総評）議長と会談。
- 10月28日 - フルシチョフソ連首相、キューバからのミサイル撤去を命令。

### 11月
- 11月4日 - 池田首相、訪欧。
- 11月9日 - 高碕達之助、廖承志中国アジアアフリカ連帯委員会主席が会談。「日中総合貿易に関する覚書」調印に合意。これにより「LT貿易」開始。
- 11月12日 - 日韓交渉、請求権無償供与貿易借款で合意。
- 11月27日 - 社会党大会で江田ビジョン（構造改革論）が批判され、江田三郎は書記長を辞任。

### 12月
- 12月8日 - 第42臨時国会召集（12月23日閉会）。
- 12月24日 - 第43国会召集（1963年7月6日閉会）。